# ヒメヒゴタイ
ヒメヒゴタイ（姫平江帯、学名：Saussurea pulchella）は、キク科トウヒレン属の二年草。

## 特徴
根は太く、紡錘形で垂直に伸びる。茎は直立し、高さは30-150cmになり、茎は上部でよく分枝する。根出葉と下部の茎葉は花時には枯れて生存しない。茎の中部につく葉は草質で、葉身は楕円形から狭楕円形になり、長さ12-18cmになり、羽状に深裂して6-10対の裂片になるか鋸歯縁になるが、中部から上部の葉は全縁となり、小型のものは全体に全縁葉のみがつくことがある。葉の両面に腺点と多細胞の短褐色毛が生える。葉柄は長さ3-6cmになり、基部は茎に流れて狭い翼になるときがある。
花期は8-10月。頭状花序は散房状または円錐状に多数が密集してつき、頭花の径は12-16mmになり、花柄は長さ10-35mmになり、細い。総苞は長さ11-13mm、径10-11mmになる球形から幅の広い鐘形で、くも毛があり、基部に1列の狭卵形の苞葉がある。総苞片は8-9列あり、狭卵形で、すべての総苞片の先端に淡紅紫色の付属体があって、中片と内片の付属体は円形、外片の付属体は楕円形で小さい。総苞外片は卵形で、長さは2-3mmになる。頭花は筒状花のみからなり、花冠の長さは11-13mm、色は紅紫色で腺点がある。果実は長さ3.5-4.5mmになる痩果で、象牙色になり、紫褐色の条と斑点がある。冠毛は2輪生で、落ちやすい外輪は長さ1.5mm、花後にも残る内輪は長さ7-8.5mmになる。

## 分布と生育環境
日本では、北海道、本州、四国、九州に分布し、低山から山地の草原、または海岸草原の、日当たりのよい草地や林縁に生育する。世界では、朝鮮半島、中国大陸（東北部・中部）、モンゴル、サハリン、ロシア沿海地方に分布する。

## 名前の由来
和名ヒメヒゴタイは、「姫平江帯」の意。ヒゴタイに比べて小型であることからいう。ただし、本種とヒゴタイは姿、形は似ていなく、ヒゴタイは別属のヒゴタイ属に属する。
種小名（種形容語）pulchella は、「美しい」「愛らしい」の意味。

## 種の保全状況評価
絶滅危惧II類 (VU)（環境省レッドリスト）
（2017年、環境省）

## ギャラリー

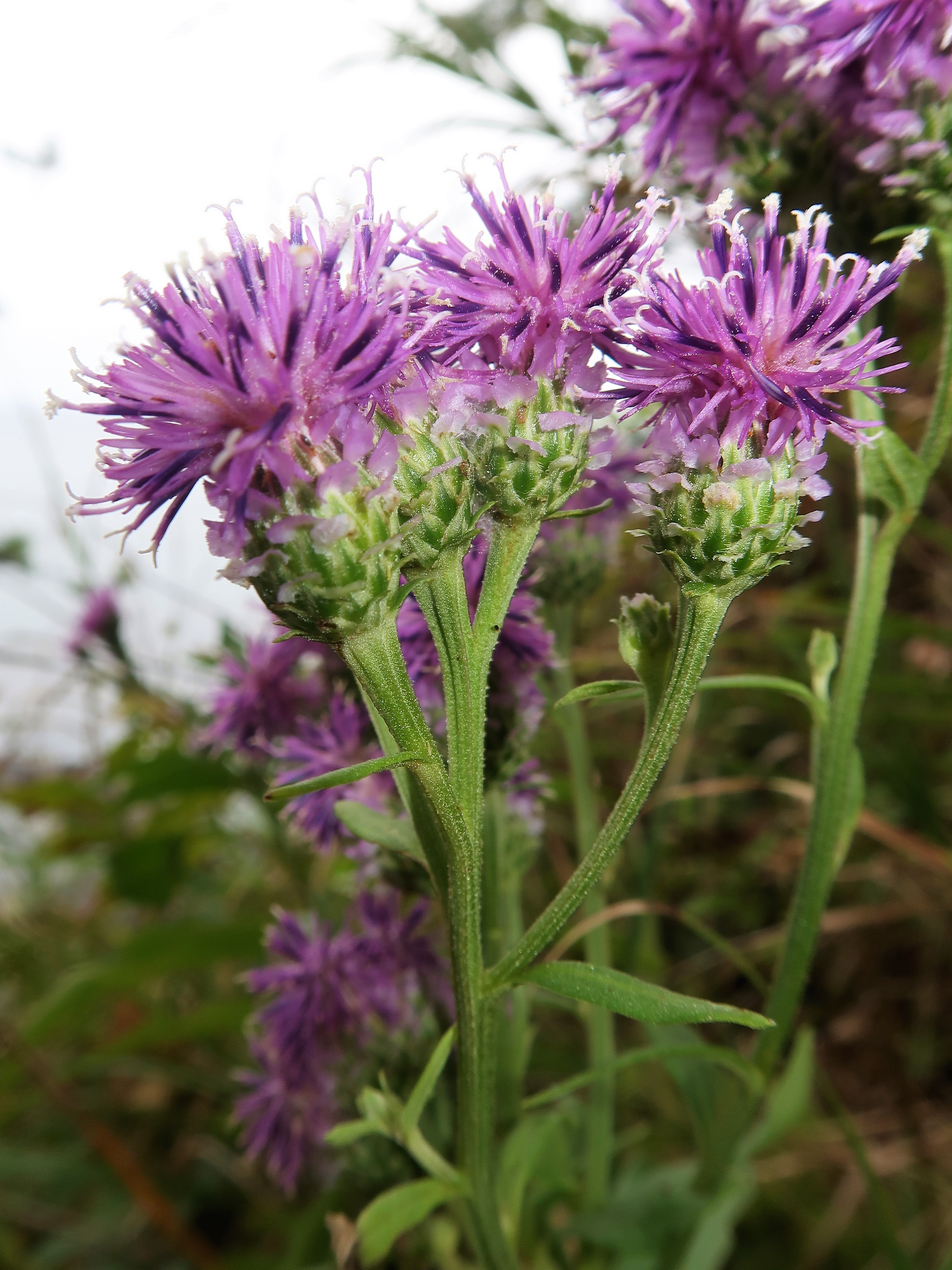
頭花は長さ10-35mmの柄で散房状または円錐状に密につく。総苞片の先端に付属体がつく。
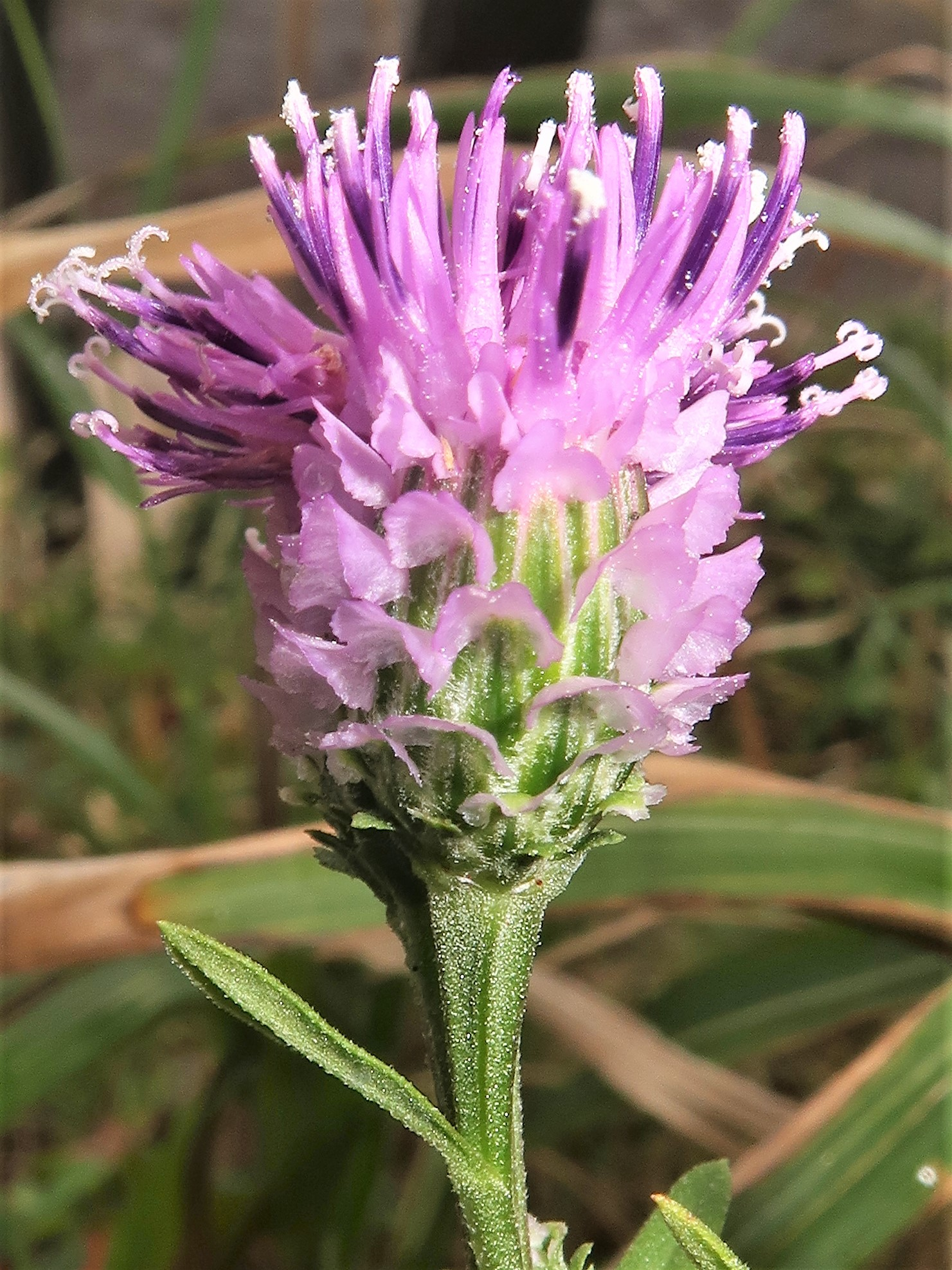
総苞は球形から幅の広い鐘形で、基部に1列の狭卵形の苞葉があり、総苞片は8-9列ある。付属体は淡紅紫色。
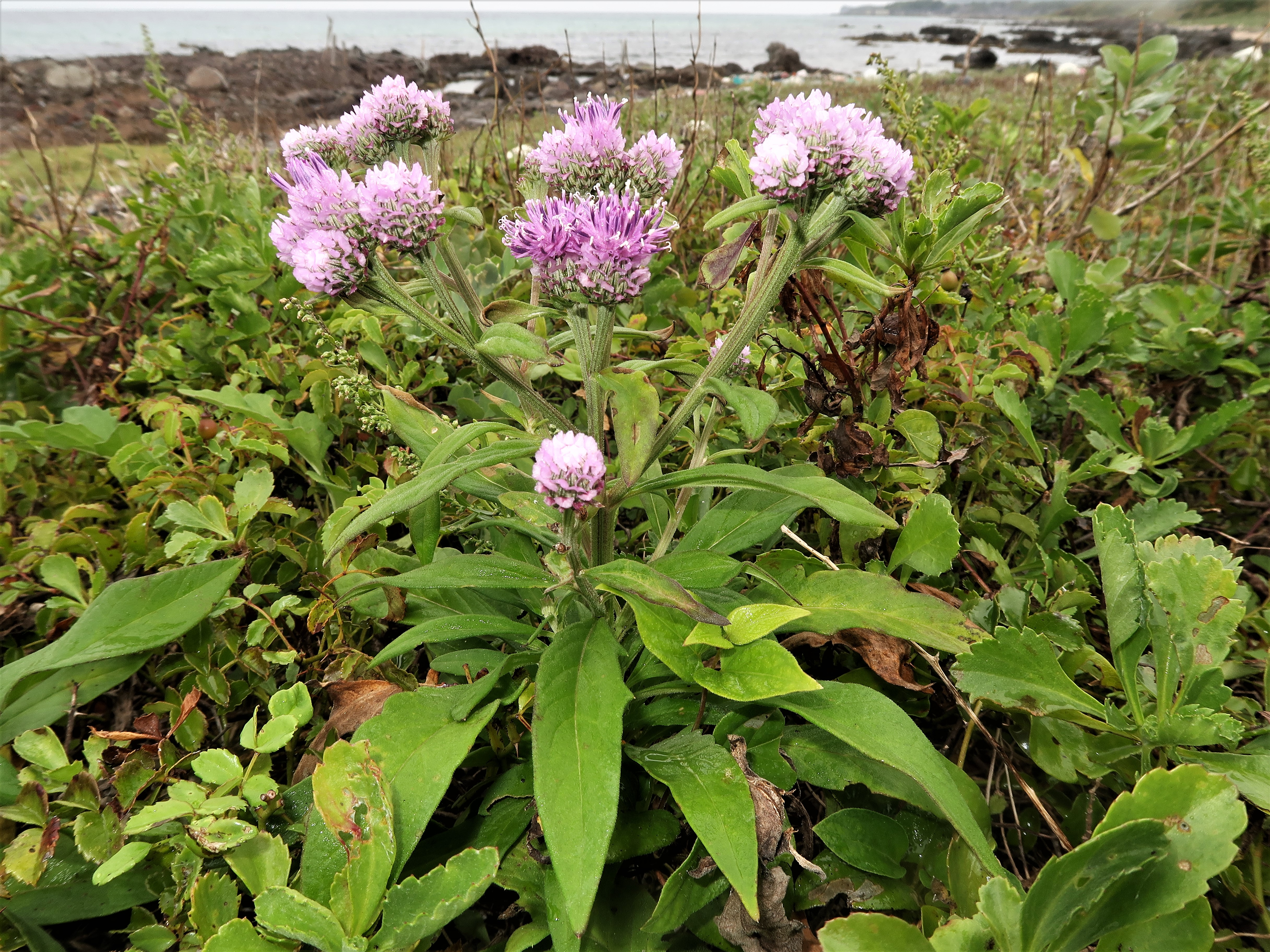
海岸草原の風衝地に生えるものは背丈が低い。
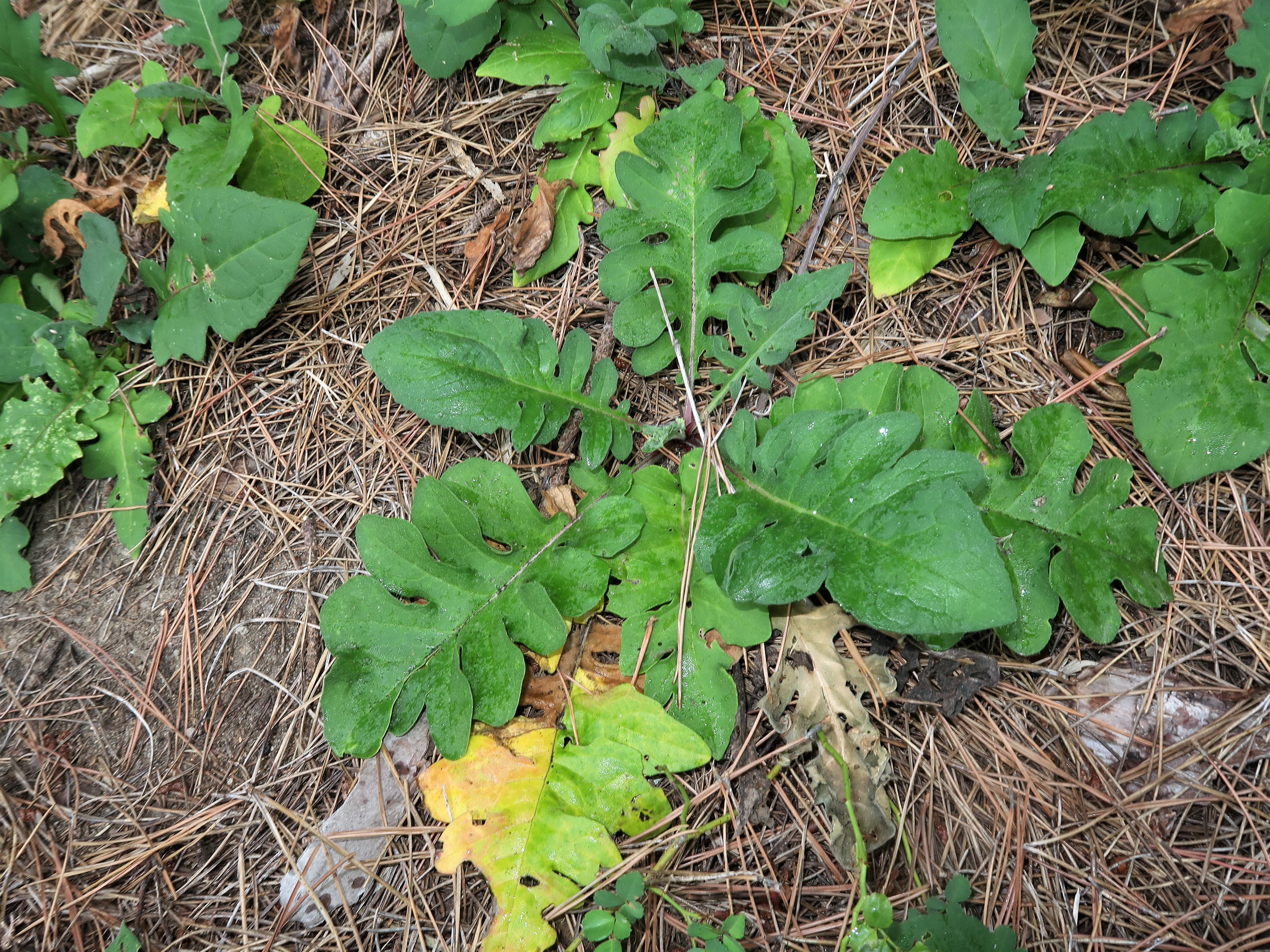
今年は花茎が立たない個体の根出葉。

## 下位分類
- シロバナヒメヒゴタイ Saussurea pulchella (Fisch.) Fisch. f. albiflora (Kitam.) Kitam.[11] - 白花品種[2]

## 類似の種
日本におけるトウヒレン属のうち、ヒメヒゴタイ節 Sect. Theodorea に属する種を次に示す。
- サドヒゴタイ Saussurea nakagawae Kadota[2] - 佐渡島の特産で、海岸に近い草原に生育する。草丈70-150cm。総苞は鐘形から筒形、総苞基部に5列の苞葉がある。総苞片は11-12列、先端の付属体は円形[2]。2017年新種記載。
- ヒナヒゴタイ Saussurea japonica (Thunb.) DC. - 九州、朝鮮半島、中国大陸、台湾、モンゴルに分布し、低山や海岸の草原に生育する。草丈50-200cm。総苞は筒形から狭筒形で径5-8mm、総苞基部に1列の苞葉がある。総苞片は8-9列、先端の付属体は中片と内片は円形、外片は小さい楕円形。絶滅危惧IB類 (EN)（2017年、環境省レッドリスト）[2]。